# 曾宗彥
曾宗彦（1850年—1912年），字君玉，号幼沧，福建省福州府閩縣人。清朝官员、進士出身。
曾宗彦之曾祖曾暉春、祖父曾元炳、父曾兆鰲皆为进士。光绪九年（1883年）中式癸未科进士，同年五月，改翰林院庶吉士。光緒十五年四月，散館，授翰林院編修。历官江南道监察御史，官至贵州思南府知府。